# Schloss Klingenberg (Heilbronn-Klingenberg)
Das Schloss Klingenberg, auch Burg Klingenberg genannt, im Heilbronner Stadtteil Klingenberg auf einem Bergsporn oberhalb des Neckars geht zurück auf die Burg des mittelalterlichen Ortsadels, wurde von den Herren von Neipperg im frühen 15. Jahrhundert erworben und war dann nach dem Sitz auf der Burg Neipperg ab der Mitte des 16. Jahrhunderts bis zum Bau des Schlosses in Schwaigern deren Hauptsitz. In dem vielfach umgebauten und heute zu Wohn- und Wirtschaftszwecken genutzten Anwesen sind Überreste aus vielen Bauperioden erhalten.

## Geschichte

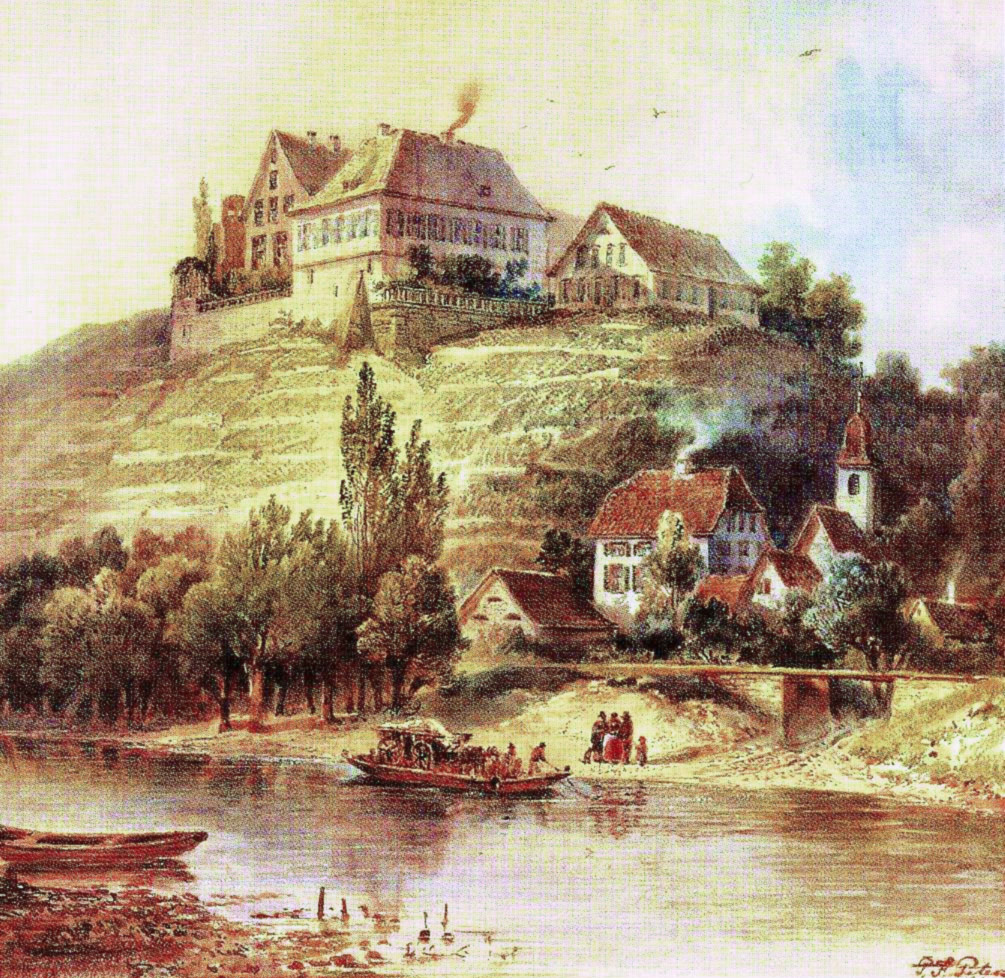
Schloss Klingenberg von Südosten, Ölgemälde von P. F. Peters 1851

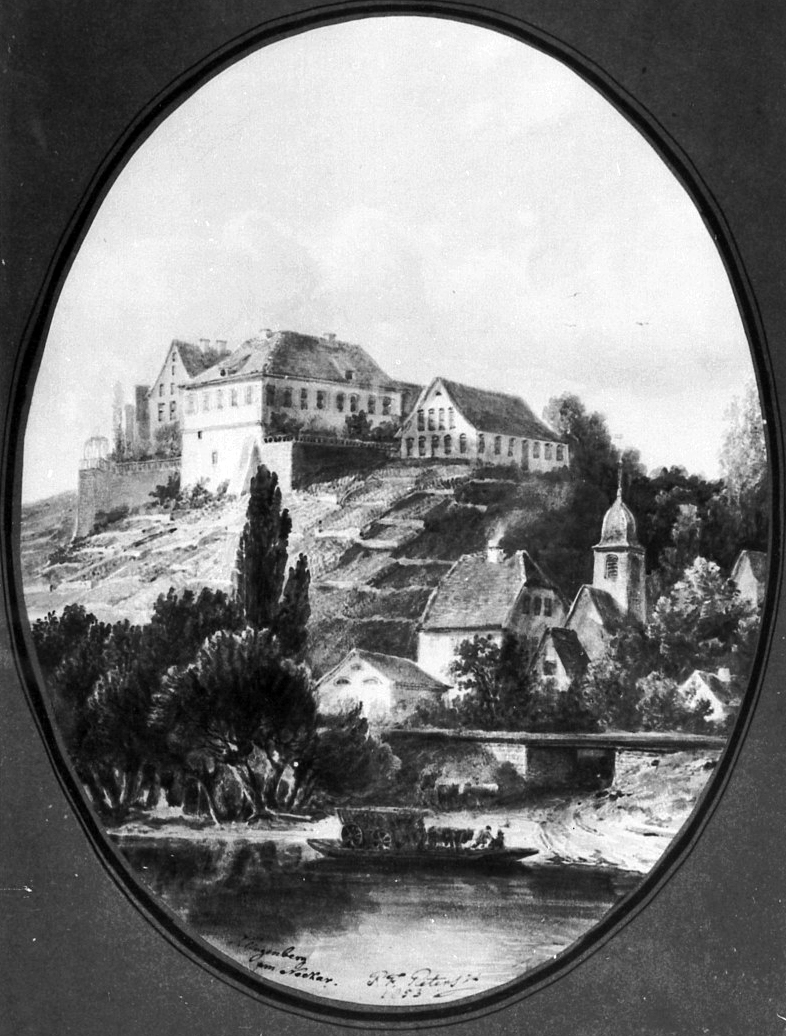
Schloss Klingenberg, Aquarell von P. F. Peters, 1853

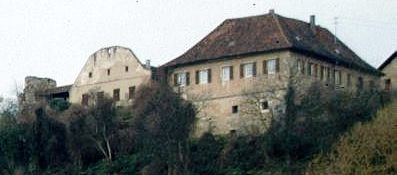
Hauptgebäude von Südosten

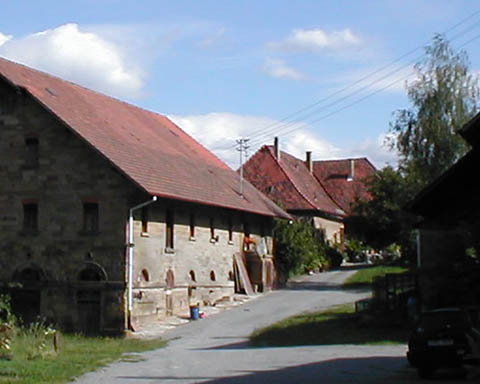
Blick in den Innenhof des Schlosses

Die Burg Klingenberg war im 13. Jahrhundert neben dem als Burgweiler entstandenen Dorf Klingenberg und dem Kirchensatz im Besitz des Klosters Weißenburg, das seinen Klingenberger Besitz an die Markgrafschaft Baden verlieh, das damit die Herren von Klingenberg belehnte, die 1293 mit einem Reinbot (Remboto, Renbot) von Klingenberg erstmals erwähnt wurden. Nach diesem wurde die Reinbotstraße in Klingenberg benannt. Im Jahre 1360 beteiligten sich die Herren von Klingenberg an der Seite der Grafen Eberhard der Greiner und Ulrich IV. am Krieg gegen Karl IV. Die Burg wurde durch die Armee des Pfalzgrafen Ruprecht eingenommen, auch weil die Burg „von Raubs wegen“, zu einer Raubritterburg geworden war. Kaiser Karl IV. erlaubte am 31. Oktober 1360 Heilbronn, die Steine der staufischen Burg zu verwenden, womit in Heilbronn der später Götzenturm genannte Turm erbaut worden sein soll. 1361 erging außerdem vom Kaiser ein Verbot des Wiederaufbaus der Burg. 1389 wird noch ein „Burgstadel“ (Burgstall) genannt.
1407 und 1417 erwarb Eberhard von Neipperg in zwei Hälften das markgräfliche Lehen. Im Lehensvertrag wird eine „Hofstatt“ genannt. Die Herren von Neipperg errichteten auf den Fundamenten der Burg neue Gebäude. 1439 und 1478 wird ein Schloss genannt, 1522 eine Burg, 1539 eine zugehörige Kelter. Bautätigkeit ist auch 1577 unter Philipp von Neipperg bekundet, der seinen Sitz und damit den Hauptsitz der Familie seit 1554 in Klingenberg hatte. Ab 1590 ist ein Vorhof bezeugt. 1673 wird zwischen einem „Oberhaus“ und einem desolaten Steinhaus unterschieden. Das noch erhaltene Hauptgebäude, das zum Hofraum hin eingeschossige „Schlössle“, wurde in der Mitte des 17. Jahrhunderts anstelle eines Vorgängergebäudes aus dem 16. Jahrhundert errichtet. Zur selben Zeit gab es auch Planungen zum Neubau einer Kelter, einer Meierei und eines Viehstalls. Die Anlage blieb Hauptsitz der Herren von Neipperg, bis 1702 das Schloss Schwaigern errichtet wurde.
In den Jahren 1858 und 1861 wurden die Wirtschaftsgebäude durch Brände zerstört und anschließend durch den Heilbronner Stadtbaumeister Louis de Millas neu erbaut. Die Anlage wurde im Zweiten Weltkrieg beschädigt. Die Gesindewohnung, deren Eckquader von 1526 datieren und die im 18. Jahrhundert barock umgebaut worden war, hat noch ein Notdach von den Reparaturen nach dem Zweiten Weltkrieg. 1950 wurde außerdem eine Kapelle zwischen Gesindehaus und Ringmauer mit künstlerischer Verglasung von Josef de Ponte eingerichtet.

### Zweiter Weltkrieg
Während des Zweiten Weltkrieges wurden auf dem Schloss slowenische Zwangsarbeiter beschäftigt. Laut Berichten der dort vom Frühjahr 1942 bis Kriegsende untergebrachten Familie Bregar aus Čimerno bei Radeče im heutigen Slowenien waren damals dort bis zu 28 Zwangsarbeiter zeitgleich untergebracht. Diese wurden auf den Feldern eingesetzt. Sie mussten bei sehr mangelhafter Verpflegung Weizen säen, Gurken, Tomaten, Kartoffeln, Zuckerrüben und andere Kulturpflanzen verarbeiten. Die Felder wurden mit Traktoren und anderen Maschinen bearbeitet. Das meiste Gemüse wurde für die Wehrmacht angebaut.

## Beschreibung
Das Schloss steht im Südwesten auf den Überresten einer Burgmauer mit Fragmenten eines staufischen Bergfrieds oder Wohnturms. In der Ostecke des Schlosses befindet sich ein Sockelgeschoss der alten Burg mit einem Keller, das Mauern bis zu einer Stärke von einem Meter und ein Gewölbe aufweist. „Schlössle“ und Gesindehaus wurden im 18. Jahrhundert auf Fundamenten aus dem 16. Jahrhundert neu errichtet bzw. umgebaut. Viehstall und Fruchtspeicher wurden 1860 errichtet. Der an den Fruchtspeicher anschließende Scheunenteil wurde 1875 über einem älteren Keller erbaut.
Das Schloss wird heute zu Wohn- und Wirtschaftszwecken genutzt.